# Ripley (Tennessee)
Pour les articles homonymes, voir Ripley.
Ripley est une ville des États-Unis, siège du comté de Lauderdale, dans l’État du Tennessee. Lors du recensement de 2000, sa population s’élevait à 7 844 habitants.

## Source
- (en) Cet article est partiellement ou en totalité issu de l’article de Wikipédia en anglais intitulé « Ripley, Tennessee » (voir la liste des auteurs).